# Paul Van Tigchelt
Paul Van Tigchelt, né le 13 novembre 1973 à Turnhout, est un magistrat et un homme politique belge flamand membre de l'Open Vld. Du 22 octobre 2023 au 3 février 2025, il est vice-Premier ministre et ministre fédéral de la Justice de Belgique chargé de la mer du Nord dans gouvernement d'Alexander De Croo.

## Biographie
Paul Van Tigchelt étudie le droit à la Katholieke Universiteit Leuven (KU Leuven). En 1998, il débute comme juriste au parquet d'Anvers. En 2003, il est nommé substitut du procureur du Roi. De 2003 à 2008, il est également détaché au cabinet du vice-Premier ministre et ministre de l'Intérieur Patrick Dewael (Open Vld). Il travaille d'abord comme conseiller et par la suite comme chef de cabinet adjoint et porte-parole.
De 2010 à 2014, il est substitut du procureur du Roi auprès du tribunal de première instance d'Anvers et, en 2014, substitut du procureur général auprès du parquet général d'Anvers où il plaide dans des dossiers entre autres contre les organisations mafieuses actives dans la secteur de la drogue. Il est également porte-parole du parquet général d'Anvers.
En janvier 2016, il succède à André Vandoren, comme directeur de l'Organe de Coordination pour l'Analyse de la Menace (OCAM) trois mois avant les attentats terroristes islamistes de Maelbeek et de Zaventem.
Van Tigchelt retourne en octobre 2020 dans un cabinet ministériel de l'Open Vld. Il est nommé chef de cabinet adjoint du vice-Premier ministre et ministre de la Justice chargé de la mer du Nord Vincent Van Quickenborne. À ce poste, il s'occupe en particulier des aspects judiciaires : police judiciaire, Sûreté de l'État, etc. À la suite de la démission de Vincent Van Quickenborne, il est nommé le 22 octobre 2023 au portefeuille de vice-Premier ministre et ministre de la Justice chargé de la mer du Nord.
Selon Paul Van Tigchelt, le crime organisé a particulièrement été visé en 2023 : 45 % des années d'emprisonnement prononcées par les tribunaux concernent des condamnations pour des faits liés à la drogue. Ce résultat est notamment dû au décryptage du réseau de cryptophones Sky ECC en 2021 qui a permis la saisie d’avoirs criminels considérables.
Lors des élections législatives fédérales belɡes de juin 2024, Van Tigchelt est élu député par l’arrondissement administratif d’Anvers à la Chambre des représentants où il fait partie de la commission justice.
Á la suite de son élection lors des élections communales belɡes d'octobre 2024, il est élu conseiller communal de Zoersel.